# Автомобильный подъёмник
Автомобильный подъёмник — специальное оборудование для облегчения ремонта и обслуживания транспортных средств, предназначен для подъёма автомобилей и удержания в поднятом положении на определённой высоте, может использоваться совместно с другим оборудованием и инструментом, а также для экономии пространства автомастерских и гаражей.

## Одностоечный автоподъёмник
Его основой является несущая стойка. Главным преимуществом данного вида автоподъёмника является небольшое занимаемое пространство. Бывают стационарными и передвижными. Первые имеют грузоподъемность до 2,5 тонн, вторые — до 250 кг.
Автомобиль, как правило, поднимается за пороги на двух кронштейнах, подводящихся с определенной стороны.

## Двухстоечный автоподъёмник
Двухстоечный автоподъёмник-жёстко зафиксированная конструкция для стационарной установки, закрепляемая на поверхности пола с помощью анкерных болтов. Предназначен для подъёма и удержания автомобилей в поднятом положении на определённой высоте, может использоваться совместно с другим оборудованием и инструментом.

Две стойки с кронштейнами позволяют поднимать грузы до 5 тонн и более в зависимости от конкретной модели подъёмника. Передние кронштейны поворачиваются на угол до 180 градусов, что позволяет обслуживать транспортные средства с короткой базой. Асимметричный вариант двухстоечного подъёмника имеет укороченные передние «лапы», позволяет поднимать автомашины с широкой базой и открывать у них передние двери, но обладает меньшей по сравнению с симметричным подъёмником устойчивостью и грузоподъемностью — до 4 тонн.

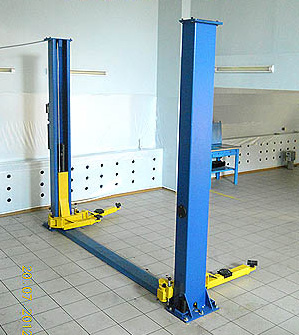
Двухстоечный автомобильный подъёмник

Синхронность поднятия обоих кареток подъёмника, поднимаемых каждая своим гидроцилиндром, обеспечивается тросом или цепью, идущими от одной колонны к другой. Обычно трос синхронизации вместе с гидравлическими шлангами проложен снизу, как на фото. Существуют и подъёмники с верхней синхронизацией (чистый пол), синхронизация идет по верхней перемычке между колоннами. Это усложняет конструкцию (под перемычкой устанавливается датчик крыши машины, отключающий подъем) но одновременно делает конструкцию жёстче. Каждая из колонн подъёмника снабжена страховочной защелкой-храповиком, не допускающим самопроизвольный спуск подъёмника.
Фундаментное задание для двухстоечных, и — особенно — одностоечных подъёмников предъявляет очень жесткие требования к конструкции и прочности бетонного пола, к наличию двойного армирования и сроку после заливки бетона, ранее которого установка автомобильного подъёмника невозможна.
Возможно конструктивное исполнение с напольной рамой, что важно для случая некрепкого пола. Растет популярность подъёмников «с чистым полом», обеспечивающих более удобную установку транспортного средства и работу с ним.

## Четырёхстоечный автоподъёмник
Имеет 4 стойки и закрепленную на них платформу. Работает на бесшумной гидравлике. Платформа опускается достаточно низко для обслуживания автомашин с малым клиренсом. Может оборудоваться различными вариантами платформ: с дополнительным микроподъёмником, гладкой, платформой для регулировки развала-схождения с передвижными пластинами для задних колес. Благодаря грузоподъёмности до 45 тонн, это наиболее подходящий вид автоподъёмника для обслуживания тяжёлой грузовой техники.

## Ножничные (параллелограммные) автоподъёмники
Преимуществом этих подъёмников является экономия пространства в нерабочем состоянии при установке с заглублением трапов. Оборудование имеет гидравлические силовые приводы, что определяет бесшумность и надежность конструкции.
Синхронность работы сторон подъёмника обеспечивается с помощью электронной автоматики или за счёт работы высокоточной гидравлики.
Конструкция может использоваться совместно с оборудованием для выполнения других операций, например, регулировки углов установки колес.
Максимальный допустимый вес не должен превышать 4 тонн.

## Плунжерный автоподъёмник
Данное конструктивное исполнение обладает максимальной простотой. Кронштейны закреплены на плунжерах гидравлических цилиндров, установленных вертикально. Однако, плунжерный подъёмник требует сложного и дорогого заглубленного фундамента и высочайшего качества гидравлики — в отличие от прочих подъёмников, у него нет механических страхующих стопоров.
Конструкция может быть двух типов — с наземной установкой гидравлических силовых приводов и с заглублением их в пол. В последнем случае значительно экономится рабочая площадь, поскольку нет выступающих над поверхностью пола частей. При работе подъёмника к автомобилю возможен доступ с любой стороны. Дополнительным преимуществом является доступность обслуживаемого транспорта с любой стороны. Портативный блок управления позволяет применять подъёмник на автомобильной мойке.
Возможны модификации: одно-, двух- четырехплунжерные конструкции, которые можно объединять с помощью схем синхронизации, что позволяет обслуживать крупногабаритный транспорт. Четырехплунжерный вариант отлично подходит для работы со стендом регулировки развала-схождения.